# 이소연 (교수)
이소연은 대한민국의 대학교수, 별정직공무원이다. 대한민국 최초 민간 전문가 출신 국가기록원장이다. 덕성여자대학교 문헌정보학과 교수 재직 중 개방형 직위로 처음 공모한 국가기록원장에 지원하여 3년 임기의 국가기록원장에 임명되었다. 이소연은 한국기록학회 회장도 역임한 인물이다.

## 학력
- 이화여자대학교 학사
- 이화여자대학교 대학원 석사
- 텍사스대학교 오스틴캠퍼스 대학원 박사

## 경력
- 2002년 ~ 2006년: 한국여성개발원 연구위원
- 2005년 ~ 2014년: 한국기록학회 이사
- 2007년 ~ : 덕성여자대학교 사회과학대학 문헌정보학과 교수
- 2014년 ~ 2015년: 한국기록학회 편집위원장
- 2016년 3월 : 한국기록학회 회장
- 2017년 11월 ~ 2020년 11월: 국가기록원 원장